# Мирбабаев, Сеид Миртаги оглы
Сеид Миртаги оглы Мирбабаев (азерб. Seyid Mirtağı oğlu Mirbabayev; 1867, Баку — 1953, Тегеран) — азербайджанский певец-ханенде конца XIX — начала XX века, нефтепромышленник. Прообраз Сеида Мирбабаева создал композитор Джахангир Джахангиров в своей опере «Судьба певца».

## Биография
Сеид Мирбабаев родился в 1867 году в Баку. В конце XIX — начале XX века жил и творил в Баку. Мирбабаев принимал активное участие в работе бакинских мугамных меджлисов (собраний). Ряд мугамов в исполнении Сеида Мирбабаева был записаны на граммофонные пластинки. Так, в 1906 году Мирбабаев получил приглашение в Ригу для записи своего исполнения фирмой «Граммофон».

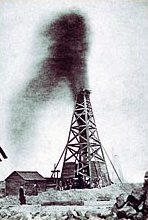
Скважина Мирбабаева, бьющая фонтаном нефти

Ханенде пел также на свадьбах. Будучи на одной из свадеб, Мирбабаев спел так, что дядя жениха в восторге закричал, что дарит ему скважину в местечке «Бала шоранлыг». Вскоре после этого скважина Мирбабаева в «Бала шоранлыг» дала много нефти, сделав певца Сеида Мирбабаева миллионером.
Став одним из представителей нефтяной промышленности и миллионером, Мирбабаев отошёл от музыкальной деятельности. Он стал стесняться своей прежней профессии, и даже, скупал свои пластинки, записанные в Варшаве, разбивал их вдребезги, чтобы ничто не напоминало о его прошлом.
Разбогатев, Сеид Мирбабаев приобрёл в Баку так называемый «Губернаторский дом» (построен в 1865-67 гг.), (где с 1920 года размещалась Азербайджанская государственная консерватория), который Мирбабаев сдавал в аренду губернаторам Баку, нынешнее здание Азнефти (построено в 1896 г.), которое было приобретёно у Арамяна, в этом доме Мирбабаев жил вплоть до установления в Азербайджане советской власти в 1920 году. После 1920 года Мирбабаев эмигрировал в Париж. В 1929 году Сеид Мирбабаев окончательно обанкротился. Вскоре, встретившись в Париже с Теймур-беком Ашурбековым, уехал вместе с ним в Тегеран, где и провёл последние годы своей жизни, выступая в азербайджанской чайхане.
Скончался Сеид Мирбабаев в 1953 году в Тегеране.